# Абэ Масахиро
Абэ Масахиро (яп. 阿部正弘, あべまさひろ, 3 декабря 1819 — 6 августа 1857) — японский политический и государственный деятель периода Эдо. 11-й глава рода Абэ, 7-й правитель Фукуяма-хана, старейшина сёгуната Токугава. Сторонник анти-изоляционистского курса, организатор реформ Ансэй, основатель Академии западных наук и Тренировочного центра военно-морских сил в Нагасаки. Псевдоним — Юкэн (яп. 裕軒, ゆうけん).

## Биография
Абэ Масахиро родился 3 декабря 1819 года в Эдо в семье самурая. Его отец был вассалом сёгуната Токугава категории фудай и управляющим автономного Фукуяма-хана в провинции Бинго. Из-за болезненности старших братьев Масахиро в 1836 году стал управляющим Фукуяма-хана. В 1843 году его назначили на должность старейшины родзю сёгуната Токугава, а двумя годами позже, после отставки Мидзуно Тадакуни, назначили главой правительства и поручили управление страной.
Получив сведения о поражении Китая в Опиумной войне, Масахиро начал укреплять обороноспособность Японии. В 1853 году, в связи с прибытием эскадры США под командованием коммодора Мэтью Перри, которая под угрозой войны требовала установления дипломатических отношений, он созвал Всеяпонское собрание из представителей Императора, региональных феодалов даймё и хатамото, чтобы определиться с ответом. В 1854 году, под давлением иностранных государств, Масахиро был вынужден покончить с изоляционистской политикой и заключить договоры «мира и дружбы» с США, Россией и Великобританией.
Масахиро способствовал обновлению управленческого аппарата сёгуната, привлекая к решению проблем страны таких региональных феодалов как Токугава Нариаки, Симадзу Нариакира, Мацудайра Ёсинага, Ямаути Тоёсигэ, а также незнатных, но талантливых самураев Кавадзи Тосиакира, Нагаи Наоюки, Ивасэ Таданари и других. Он также пытался модернизировать японский флот, создав для этого по голландскому образцу Тренировочный центр военно-морских сил в Нагасаки и плавильные печи в Нираяме для производства новейшей артиллерии. Масахиро основал разведывательное управление, которое занималось сбором и изучением информации из-за рубежа. Однако его политика, направленная на модернизацию страны, и активная роль в переговорах с иностранцами вызвали протесты консервативных членов правительства сёгуната категории фудай. Из-за этого в 1855 году Масахиро был вынужден передать председательство в правительстве Хотте Масатоси, а в следующем году уйти в отставку.
Абэ Масахиро умер 6 сентября 1857 года в возрасте 37 лет.